# Harpactea osellai
Harpactea osellai là một loài nhện trong họ Dysderidae.
Loài này thuộc chi Harpactea. Harpactea osellai được miêu tả năm 1978 bởi Brignoli.